# خوان كارلوس أوبليتاس
خوان كارلوس أوبليتاس (بالإسبانية: Juan Carlos Colitas)‏ (مواليد 16 فبراير 1951) هو لاعب كرة قدم. يلعب مع منتخب بيرو لكرة القدم. سبق له أن لعب في كأس العالم لكرة القدم مع منتخب بلاده.

## روابط خارجية
- خوان كارلوس أوبليتاس على موقع قاعدة بيانات كرة القدم.إي يو (الإنجليزية)
- خوان كارلوس أوبليتاس على موقع ناشيونال فوتبول تيمز (الإنجليزية)